# Longshan (Liaoyuan)
Longshan (chiń. 龙山区; pinyin: Lóngshān Qū) – dzielnica i siedziba prefektury miejskiej Liaoyuan w północno-wschodnich Chinach, w prowincji Jilin. W 2000 roku liczyła 283 045 mieszkańców.